# ジャック・アリエール
ジャック・アリエール（フランス語: Jacques Allières, 1929年11月9日 – 2000年8月31日）は、フランス・トゥールーズ出身の著作家・言語学者。専門はロマンス諸語（特にオック語）とバスク語。トゥールーズ・ル・ミライユ大学（トゥールーズ第二大学、2014年にトゥールーズ大学ジャン・ジョレス校に改称）文学部教授。特にバスク語に関する業績がフランス内外に知られている。

## 経歴
母語はフランス語である。1929年にミディ＝ピレネー地域圏オート＝ガロンヌ県の首府トゥールーズに生まれ、トゥールーズで社会学者のジャン・セグイに学んだ。1954年に高校教師となり、フランス領バスクの中心都市バイヨンヌとトゥールーズで教えた。1956年にはセグイの助手となり、1972年にはガスコーニュ語の言語地図を作成した。
多くの言語に関心を持っており、まずはラテン語を、やがてオック語、アラゴン語、スペイン語などを学んでいる。ロマンス諸語だけではなく、言語学的な関心からバスク語を学んだ。1974年にはトゥールーズ・ル・ミライユ大学（トゥールーズ第二大学）で教え始め、ロマンス語学でセグイの後任に、文献学でXavier Ravierの後任となった。トゥールーズ・ル・ミライユ大学では長らくバスク語の講義を担当していた。トゥールーズではバスク文化団体の顧問を務めており、1984年にエウスカルツァインディア（バスク語アカデミー）の名誉会員に選出された。アリエールはバスク語ラブール方言を流暢に話すことができた。